# آلکساندر پتروویچ
آلکساندر پتروویچ (به صربی: Aleksandar Petrović)؛ (۱۴ ژانویهٔ ۱۹۲۹ – ۲۰ اوت ۱۹۹۴) کارگردان و فیلم‌نامه‌نویس صربستانی و یوگسلاو بود. وی یکی از کارگردانان پیشروی اروپایی در ده شصت میلادی و یکی از چهره‌های برجسته در موج سیاه یوگسلاوی بود. از فیلم‌های او می‌توان به کولی‌های خوشبخت هم دیده‌ام (۱۹۶۷) اشاره کرد.